# Many Farms (Arizona)
Many Farms es un lugar designado por el censo ubicado en el condado de Apache en el estado estadounidense de Arizona. En el Censo de 2010 tenía una población de 1348 habitantes y una densidad poblacional de 102,15 personas por km².

## Geografía
Many Farms se encuentra ubicado en las coordenadas 36°21′10″N 109°37′4″O / 36.35278, -109.61778. Según la Oficina del Censo de los Estados Unidos, Many Farms tiene una superficie total de 21.24 km², de la cual 21.24 km² corresponden a tierra firme y (0%) 0 km² es agua.

## Demografía
Según el censo de 2010, había 1348 personas residiendo en Many Farms. La densidad de población era de 102,15 hab./km². De los 1348 habitantes, Many Farms estaba compuesto por el 3.93% blancos, el 0.22% eran afroamericanos, el 93.84% eran amerindios, el 0.07% eran asiáticos, el 0.07% eran isleños del Pacífico, el 0.3% eran de otras razas y el 1.56% pertenecían a dos o más razas. Del total de la población el 1.48% eran hispanos o latinos de cualquier raza.